# Marina Orłowa
Marina Orłowa (ros. Марина Орлова; ur. 10 grudnia 1980 w Niżnym Nowogrodzie) – filolog rosyjskiego pochodzenia, youtuberka, umieszczająca mini-wykłady w postaci klipów za pośrednictwem serwisów internetowych (m.in. YouTube, HotForWords). Występuje też w programach telewizyjnych i radiowych.
Tematem przewodnim jej filmów oraz strony internetowej jest etymologia angielskich słów. Niektóre z nich to pospolite, często używane wyrazy takie jak irony (ironia) czy OK. Czasem są to tzw. „łamacze językowe”, a czasem idiomy lub akronimy. Jak zauważa „The Moscow Times”, jej sukces i popularność nie wynika wyłącznie z talentów pedagogicznych, Marina zręcznie używa seksapilu, ale od mas rozbierających się dziewcząt odróżnia ją inteligencja. To zresztą jest hasłem widocznym na początku jej filmów: „Intelligence is Sexy”.
W 2002 ukończyła filologię na uniwersytecie w Niżnym Nowogrodzie (studia rozpoczynała jednak na kierunku etymologii), potem uczyła języka angielskiego i literatury powszechnej w szkołach wyższych w Moskwie. Do USA przyjechała by kontynuować edukację. Własny kanał w serwisie YouTube uruchomiła w 2007 i od tego czasu wygrywa w rywalizacji o tytuł „World’s #1 Sexiest Geek” magazynu Wired. Stacja telewizyjna G4 również wymienia ją pośród „Hot Women of the Net”, a Cosmopolitan pisze o niej jako najczęściej subskrybowanym guru Youtube. Występowała również w programach telewizji Fox News Channel.